# Casa en zanja

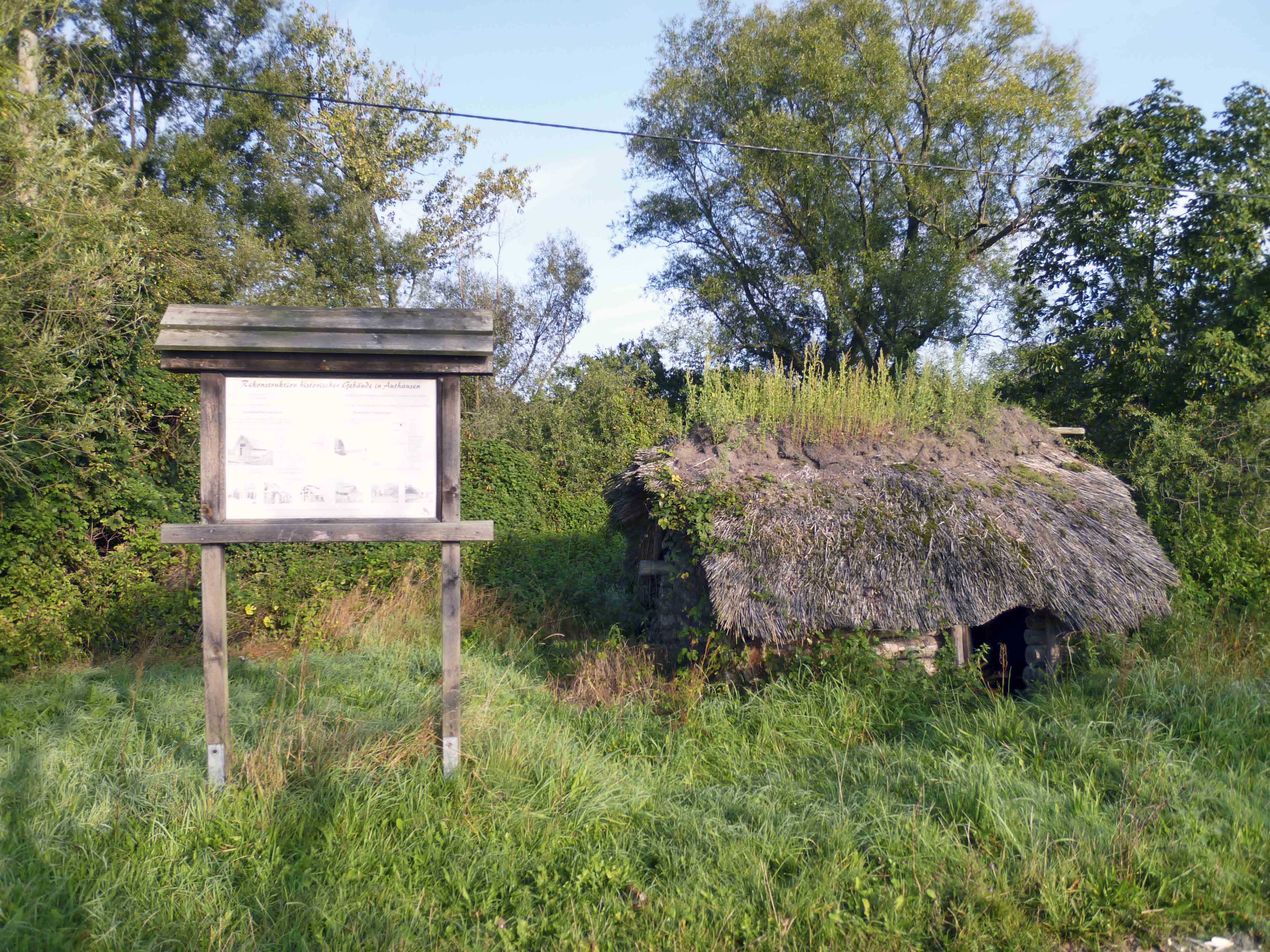
Reconstrucción de una casa excavada en Authausen, Alemania

Se llama casa excavada o casa en zanja a un edificio que está semienterrado. Además de servir de protección frente a climatologías extremas, tales estructuras también se utilizan para almacenar alimento y para realizar actividades culturales como la narración de historias, danza, canto y festejos.
En arqueología, las casas en zanja suelen recibir el nombre de SFB (acrónimo en inglés de 'sunken featured building') y a veces en inglés grubhut o grubhouse siguiendo al término alemán Grubenhaus. Pueden hallarse en muchas culturas de todo el mundo entre las que se encuentran pueblos del sudoeste de los Estados Unidos como los anasazi o las culturas Fremont y Mogollón, asimismo los cheroqui, los inuit, los pueblos de las llanuras y los habitantes ancestrales de Wyoming (Smith 2003) en Norteamérica, los pobladores primigenios de la cuenca del lago Titicaca (Craig 2005) de Sudamérica, los anglosajones de Europa y el pueblo Jomon de Japón. Las casas excavadas anglosajonas pueden haberse usado para otras funciones que las de mera vivienda.
Normalmente, los únicos restos que quedan de la vivienda en zanja es el agujero excavado en el terreno y otros orificios practicados para dar soporte al techo. En el siglo XIX se creía que la mayoría de pueblos prehistóricos vivían en casas excavadas aunque se ha demostrado que muchas de las estructuras que se pensaba que eran viviendas, de hecho eran silos subterráneos o servían a otros propósitos.

## Viviendas de huesos de mamut

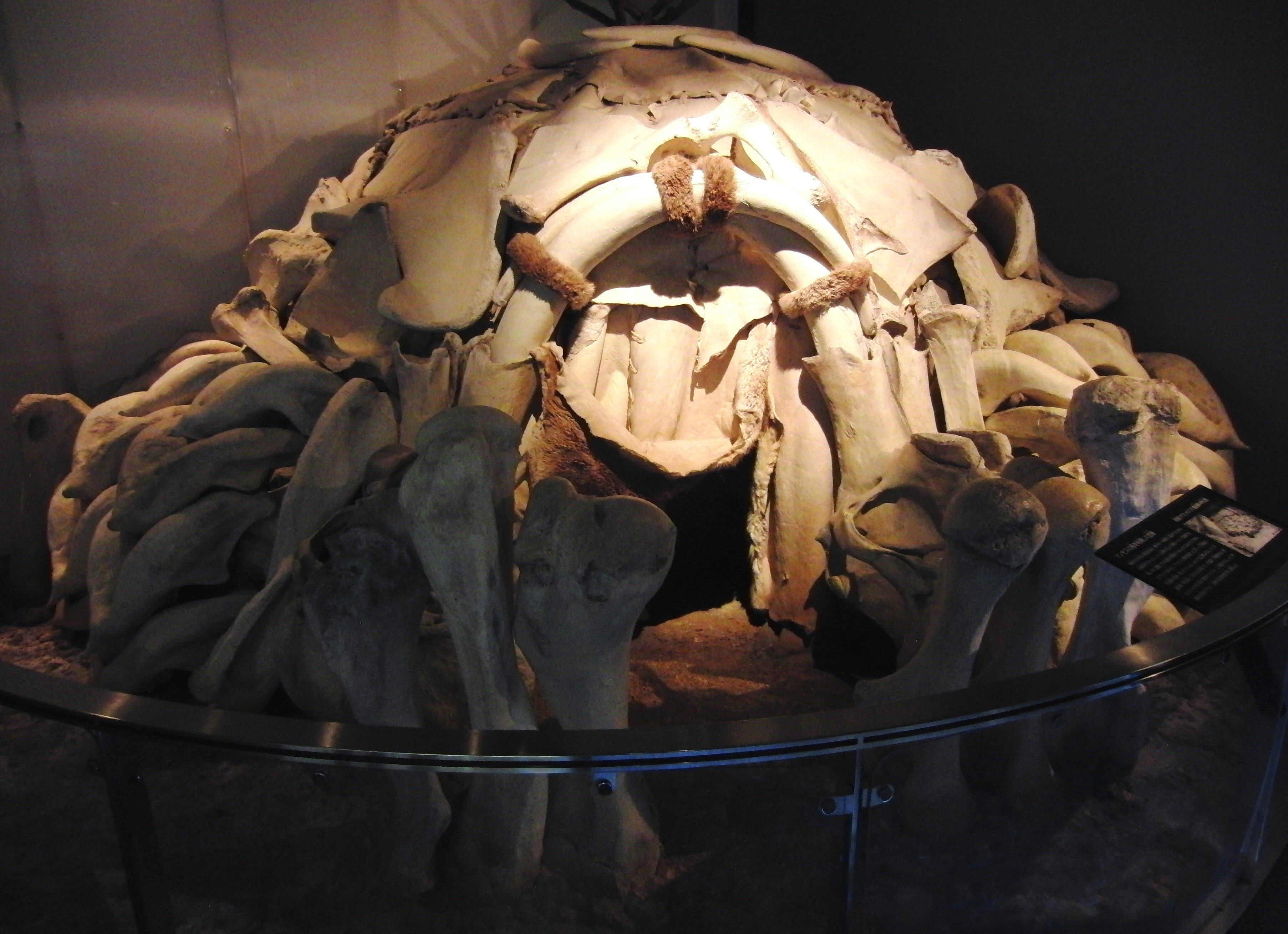
Vivienda de huesos de mamut

Las viviendas en zanja más antiguas que se conocen se descubrieron en Mezhyrich, Ucrania central. Las casas, que se remontaban al paleolítico superior, se habían construido con huesos de mamut. La base tiene una forma circular u oval, de 4 a 6 metros de diámetro. Los huesos de las extremidades se utilizaron para formar los muros y en el techo se emplearon otros huesos planos y más ligeros. Al parecer se utilizaron pieles de animales para aislar la vivienda del exterior. Cada vivienda tenía un fogón. Los grupos de casas se distribuían a la manera de un campamento que sería ocupado por familias o parentelas durante semanas o meses.

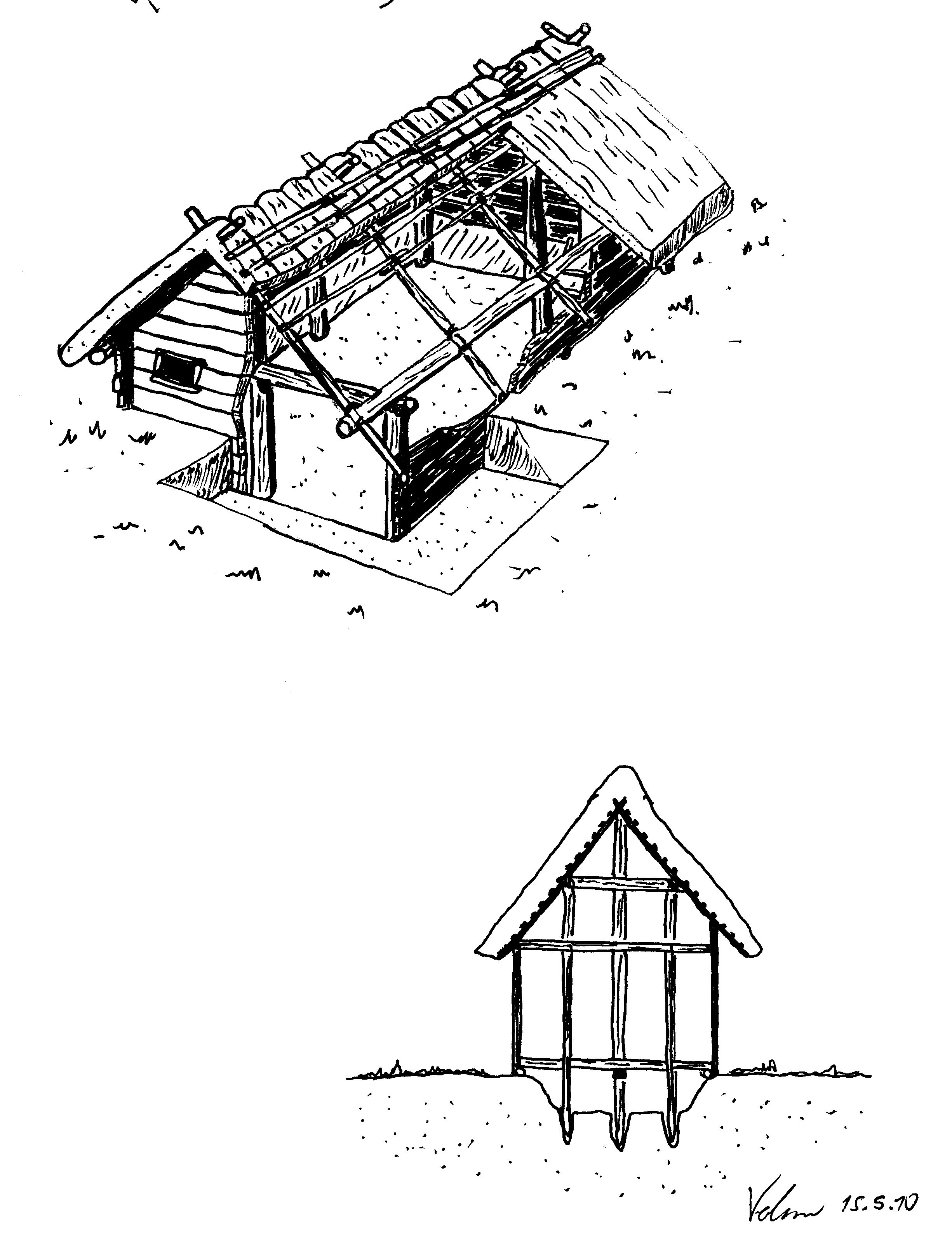

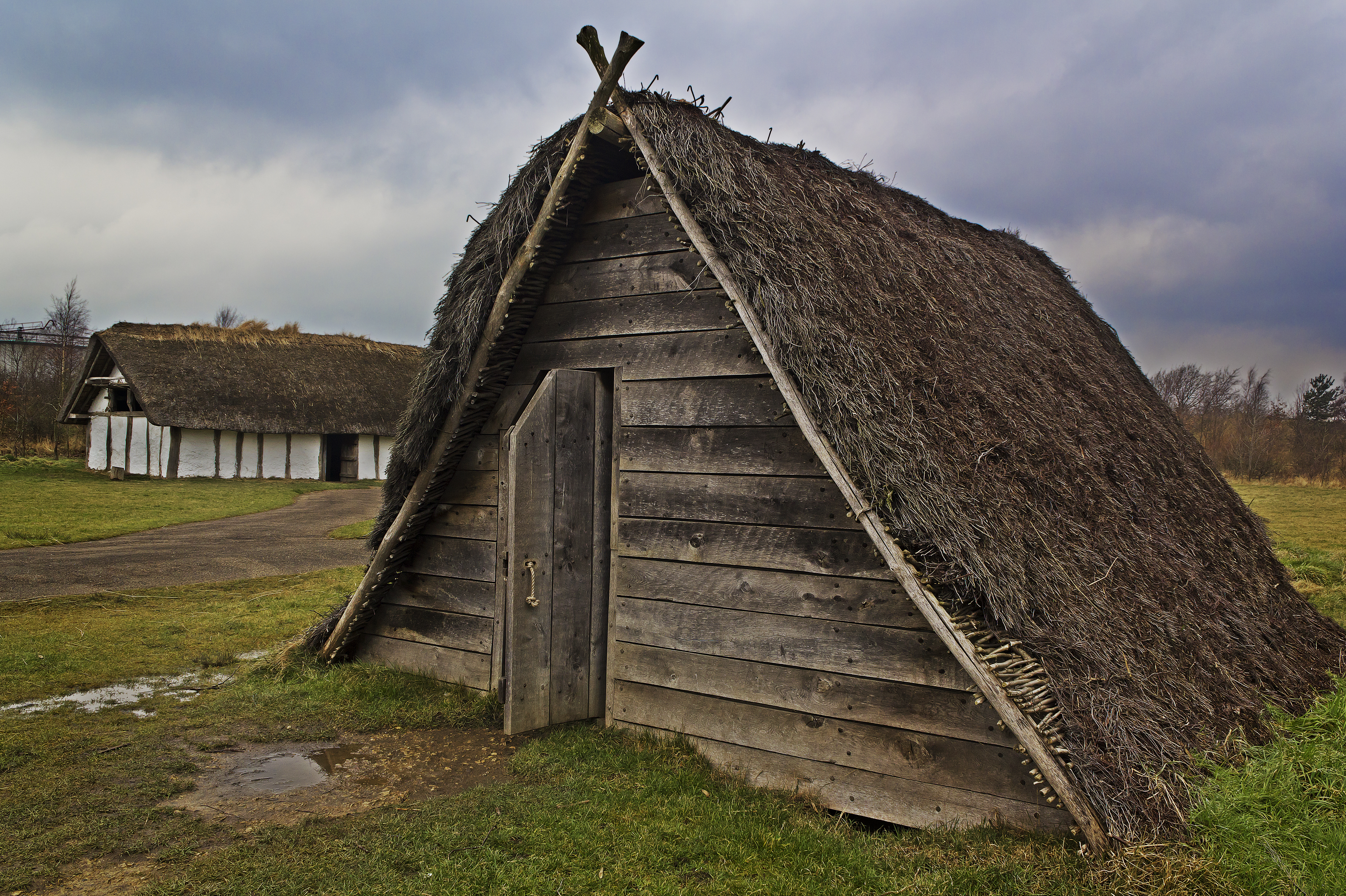
Reconstrucción

Se construyeron viviendas en zanja en muchas partes del norte de Europa entre los siglos V y XII DC. En Alemania se conocen como Grubenhäuser (plural de Grubenhaus), en el Reino Unido a veces se las llama grubhuts, grubhouses o SFBs.
Los hallazgos arqueológicos indican que se construyeron en zanjas aproximadamente rectangulares cuya profundidad es variable (y dependiente del grado de conservación del yacimiento). Algunas miden 0.25m por 2m por 1.5m aproximadamente, mientras que hay casos tomados de las excavaciones de West Stow (Reino Unido) donde las medidas son 3.7m-4.44m de longitud por 2.72m-3.5m de anchura por 0.58m-0.97m de profundidad. Dentro de la zanja se colocan dos (y a veces ninguno, cuatro o seis) postes de madera considerables que se inmovilizan fijándolos dentro de agujeros practicados ad hoc. Algunos arqueólogos sugieren que la zanja pudo estar cubierta por un suelo flotante de madera colocado encima, de forma que la cavidad que quedase debajo serviría de almacén o evitaría estar en contacto directo con la humedad del suelo, aunque otros desestiman esta idea sugiriendo que las grubenhaus carecían totalmente de suelos flotantes. La cabaña, seguramente sin ventanas, está cubierta por un techo a dos aguas sustentado sobre los postes de madera y tiene un único acceso en uno de sus extremos. En West Stow se encontraron restos de tablones chamuscados en los años 1970, lo que sugiere una posible existencia de suelos flotantes. También se encontraron fogones que rebasaban parcialmente el borde de la zanja y que parecían haberse venido abajo cuando desapareció la estructura que sostenía las partes que sobresalían de los mismos (quizá un suelo flotante).mauypakyok24
Las Grubenhäuser se considera que han sido viviendas domésticas. Sin embargo su uso puede haber variado, especialmente a nivel regional. En Europa occidental su pequeño tamaño y el hecho de que pueden encontrarse cercanas a otros edificios y haberse encontrado junto a contrapesos de telar ha suscitado teorías que sostienen que tenían un propósito específico como estancias para la tejeduría. En las regiones eslavónicas de Europa oriental las Grubenhäuser son de mayor tamaño y a menudo tienen un fogón. En la mayoría de asentamientos no hay indicios de la construcción de edificios por encima del nivel del suelo..
Existen reproducciones de casas excavadas en varios museos al aire libre, p.ej. en el Hitzacker Archaeological Centre, en el parque y museo de Kalkriese, en el museo arqueológico al aire libre Oerlinghausen y en la sepultura de Hochdorf.

## Casas en zanja de Norteamérica
En las regiones del interior del noroeste del Pacífico, los pueblos indígenas practicaban el nomadismo durante el verano y se dedicaban a la recolección en distintos emplazamientos de acuerdo a la estación y a su tradición, pero pasaban el invierno en casas excavadas permanentes semisubterraneas situadas en pequeñas elevaciones del terreno. A menudo, el invierno era la única época en la que las familias podían pasar el tiempo unos con otros, incluso perteneciendo a la misma aldea y tribu. Se congregaban en cierto número antes de la llegada de las ferias de comercio. A menudo estas casas se encontraban situadas a lo largo de los principales ríos y afluentes como el Columbia y el Fraser, eran normalmente circulares, bastante pequeñas, estando además cubiertas con capas de estera de junco para aislarlas de la climatología y conservar el calor en el interior de las mismas. Había un orificio para la salida del humo en su centro y el interior de la vivienda, aunque era cálido en invierno, también estaba lleno de humo.

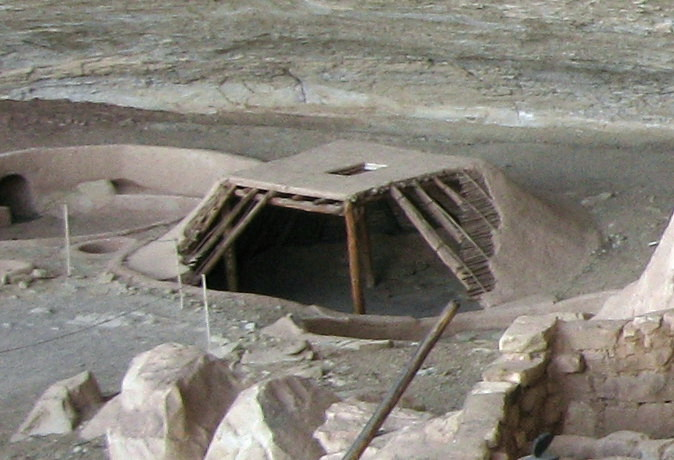
Reconstrucción de una casa excavada en las ruinas de Step House, situadas en el parque nacional de Mesa Verde, Estados Unidos. Deja ver la zanja excavada, cuatro postes de soporte, la estructura del techo confeccionada con capas de madera y barro y también la entrada practicada sobre el techo.

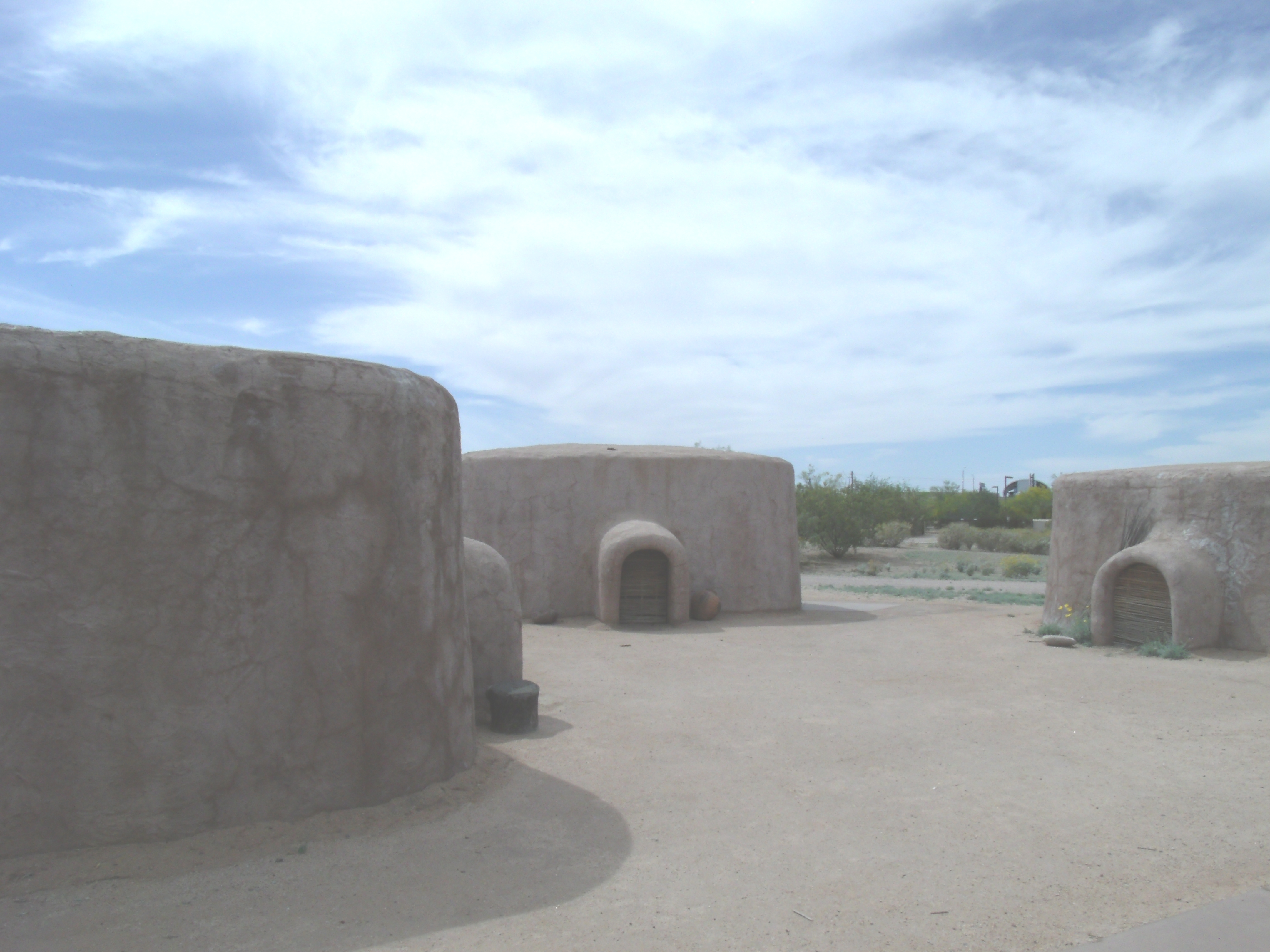
Estas son reproducciones de casas excavadas. Se encuentran en las ruinas de Pueblo Grande, Arizona. Muestran la apariencia que tenían las casas excavadas de la cultura Hohokam hace mil años.

En el noroeste de las Grandes Llanuras y la meseta cercana, los cambios climáticos y lo extremo de las condiciones y la temperatura dificultaban que se pudiese vivir todo el año. Los veranos sofocantes dieron lugar a la construcción de estructuras similares a carpas o tiendas de campaña, que eran portátiles y podían trasladarse. Para los meses fríos del invierno, las casas excavadas constituían la protección suficiente para permitir la supervivencia.

## Pautas culturales

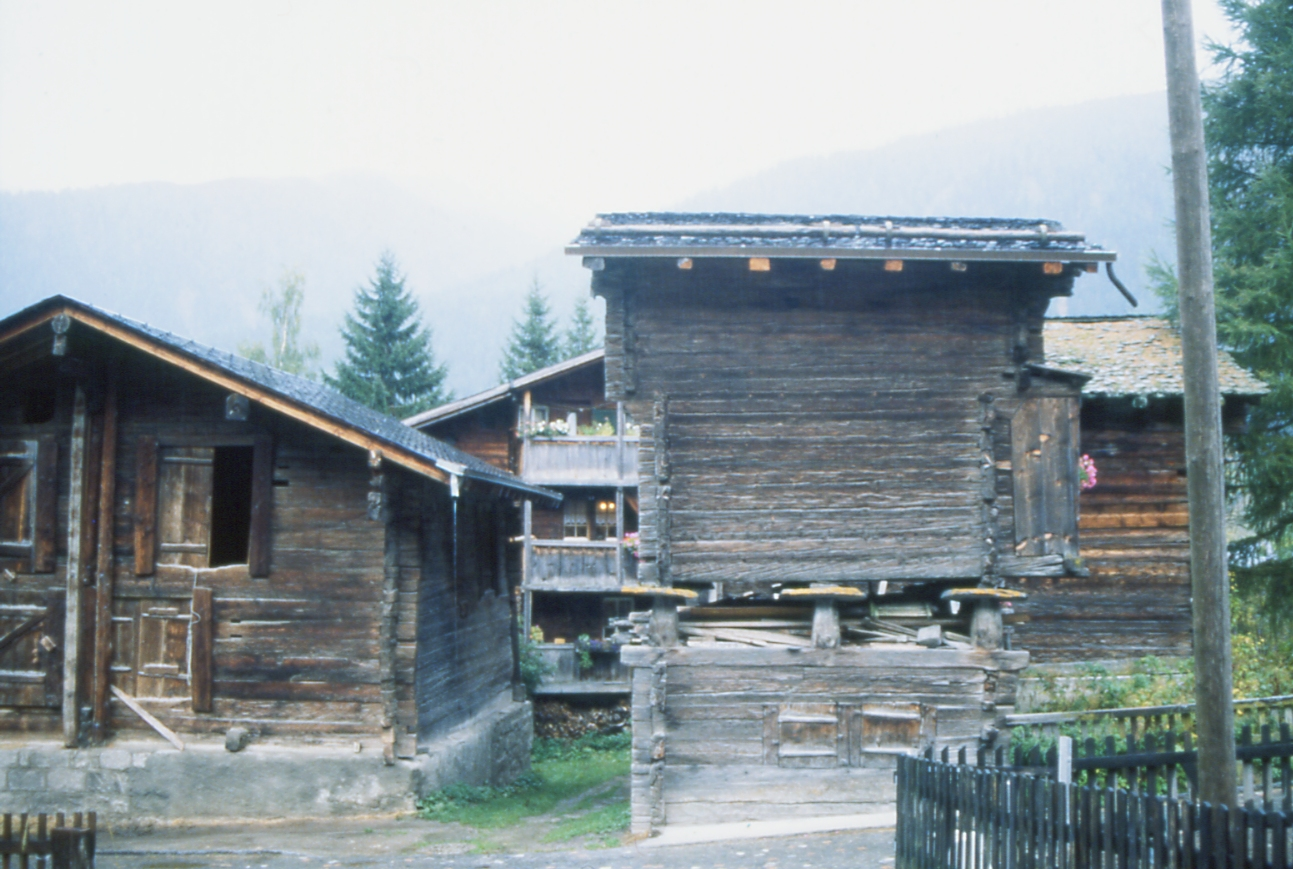
Granero situado en una bodega de madera. Las marcas en el suelo sugerirían una construcción en zanja.

Una revisión del fenómeno de las estructuras en zanja por medio del Ethnographic Atlas arroja que 82 de las 862 sociedades tomadas como muestra ocupan estructuras en zanja, bien sea como viviendas primarias, bien sea como viviendas secundarias.
Todas menos seis de las 82 sociedades que habitan por encima de los 32° de latitud norte y cuatro de los seis casos de esta muestra que están por debajo de dichos 32° norte pertenecen a regiones de "alta montaña" en África oriental, Paraguay y Brasil oriental. El último ejemplo se refiere a los Yami que habitaban una paqueña isla al sur de Formosa.
Siempre se cumplieron tres condiciones entre los grupos de la muestra: 1) tener un clima no tropical durante la temporada en la que se habitan las estructuras en zanja; 2) al menos un patrón de asentamiento biestacional; 3) depender de los alimentos almacenados durante el tiempo que se ocupan las viviendas en zanja. Estas condiciones pueden estar en relación con otros factores societales y la presencia de alguno o de los tres elementos en una sociedad no precondiciona la ocupación de estructuras en zanja. Sin embargo, las tres condiciones sí se dieron en todos los casos de ocupación de estructuras en zanja presentes en el Ethnographic Atlas. Otras pautas culturales fueron comunos pero no universales a toda la muestra. Entre ellas se encuentran: temporada fría de asentamiento, bajas estimaciones de población y sistemas político y económico sencillos.
La muestra etnográfiza está basada casi por completo en el estudio de casos de sociedades situadas en latitudes del norte. La temporada de asentamiento en las estructuras excavadas tiene lugar generalmente durante la estación fría. Esto se debe probablemente a la eficiencia de estas estructuras en términos térmicos. Excavadas en el suelo, las estructuras en zanja se benefician de las propiedades aislantes del suelo así como de poseer un perfil bajo, lo que las protege de la pérdida de calor inducida por la exposición a los vientos. Al perderse menos calor por transmisión que las estructuras construidas encima del terreno, se requiere menos energía para mantener temperaturas estables en el interior de la estructura.
De entre los 82 casos tomados del Ethnographic Atlas, 50 sociedades contaban con estimaciones poblacionales y, de esas, el 64% arrojaba menos de 100 personas por asentamiento. Solo en el 6% de los casos la cifra era de más de 400 personas por asentamiento. Los casos que arrojaban mayores densidades de población eran los de los arikara y los hidatsa de las grandes llanuras norteamericanas así como los konso de Etiopía. Gilman atribuye las grandes densidades de los arikara a la existencia del búfalo.
El asentamiento en estructuras excavadas se asocia generalmente a sistemas políticos y económicos sencillos. Para el 86% de la muestra, no existían la estratificación de clases ni la distinción social basados en la riqueza no hereditaria. Sin embargo algunas sociedades que utilizan estructuras excavadas se caracterizan por el nivel de complejidad social de una jefatura. En términos de organización económica, el 77% de las sociedades que ocupan estructuras en zanja poseen economías basadas en la caza y la recolección. Siendo una gran parte de la muestra, esto no se considera una característica universalmente consistente como la de la pauta de asentamiento biestacional y la dependencia de los suministros almacenados durante el periodo de ocupación de las estructuras excavadas.
Durante el periodo del año en que la gente no ocupa estas estructuras, las actividades están dirigidas a acumular alimentos. Based on the sample from the Ethnographic Atlas, this may be through either hunting and gathering or agricultural activity.
Muchas comunidades prehistóricas distintas usaron casas en zanja. Aunque, por lo general, suelen asociarse a las culturas del sudoeste de los Estados Unidos como son las Freemont, Pueblo, Anasazi, Hohokam y Mogollón, las viviendas en zanja fueron utilizadas por una gran variedad de pueblos en muchos lugares distintos en los últimos 12000 años. Se han excavado grandes formaciones compuestas por este tipo de viviendas en la Columbia Británica (Canadá), entre las que se encuentra el yacimiento arqueológico de Keatley Creek.

## En la actualidad
Aunque muchas de las definiciones referidas a las casas excavadas las presentan como estructuras "premodernas" o "primitivas", siguen siendo ejemplos (junto con las edificaciones de tierra apisonada) de arquitecturas elegantes y sustentables así como de tecnologías de diseño que funcionan con las características ecológicas y ambientales de un espacio o emplazamiento determinados. En Canadá, las casas en zanja son emblemáticas de los saberes y prácticas indígenas locales que construyen con la tierra en vez de contra la tierra.
Un ejemplo actual y representativo es la casa excavada recientemente construida en el campamento Unis'tot'en, una comunidad autónoma situada sobre la proyectada North Gateway Pipeline en el territorio ancestral del pueblo Wet'suwet'en (Columbia Británica). Construida por miembros de la comunidad con la colaboración de activistas y simpatizantes que viven solidariamente en el campamento, la casa es expresión de alternativas constructivas sostenibles.